# Sudogwon

Ubicación de Sudogwon em Corea del Sur.

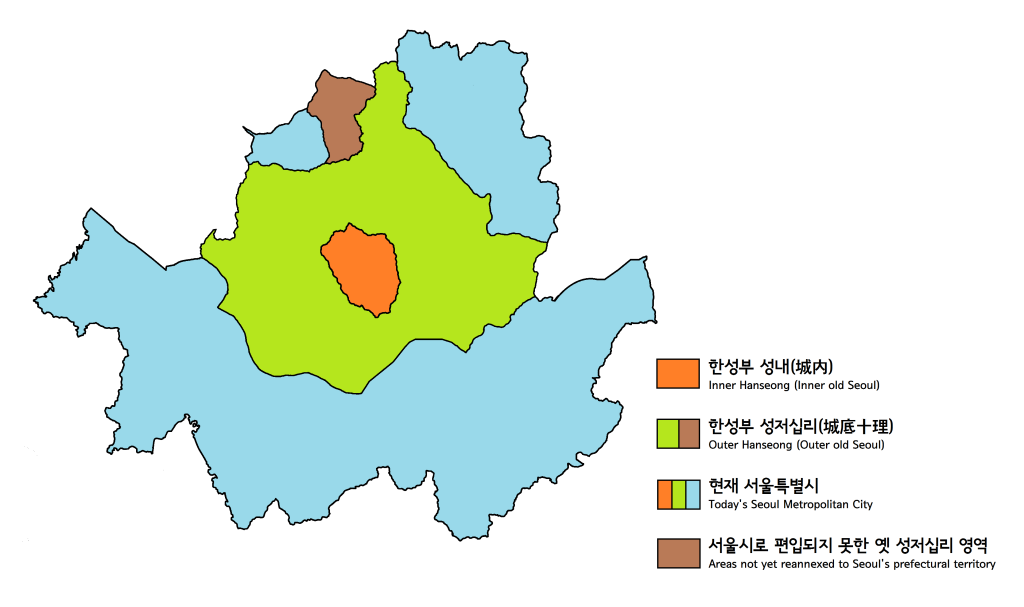
Mapa del área de la región administrativa de Hanseong.

El Área capital nacional de Seúl (ACNS) es una región situada en el noroeste de Corea del Sur. Se le conoce como Sudogwon en coreano, y contiene tres distritos administrativos diferentes: Seúl, Incheon y una gran parte de Gyeonggi.
El ACNS es, técnicamente, diferente de la Zona Metropolitana de Seúl (ZMS), ya que la primera es una entidad fija, mientras que la segunda se refiere a los lugares considerados bajo influencia económica, industrial y cultural de Seúl. Desde la ampliación del metro de Seúl a Cheonan en Chungcheong del Sur, algunos la han clasificado como parte de la ZMS, pero no de la ACNS. Sin embargo, los términos ACNS, ZMS y Sudogwon son muy similares y se usan indistintamente.
El Área de la Capital Nacional de Seúl tenía una población en el 2007 de 24,472 millones. Forma el centro cultural, comercial, financiero, industrial, y residencial de Corea del Sur. La ciudad más grande es Seúl, con una población de aproximadamente 10,2 millones de personas, seguida de Inchon, con 2,6 millones.

## Geografía y clima
El Área de la Capital Nacional ocupa una amplia zona de terreno relativamente plana en todo el valle del río Han. Contiene algunas de las tierras más fértiles de la península de Corea, aunque poco de ella ahora se utiliza para la agricultura. La llanura de Gimpo, una de las extensiones de tierras de cultivo más grandes del país, cubre grandes zonas de las ciudades de Gimpo y Guri.

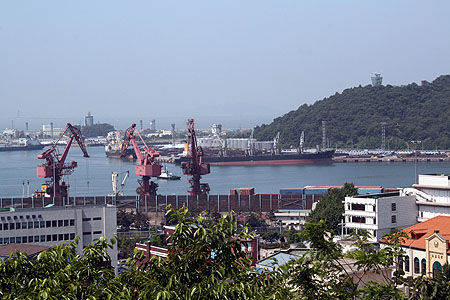
Puerto de Incheon
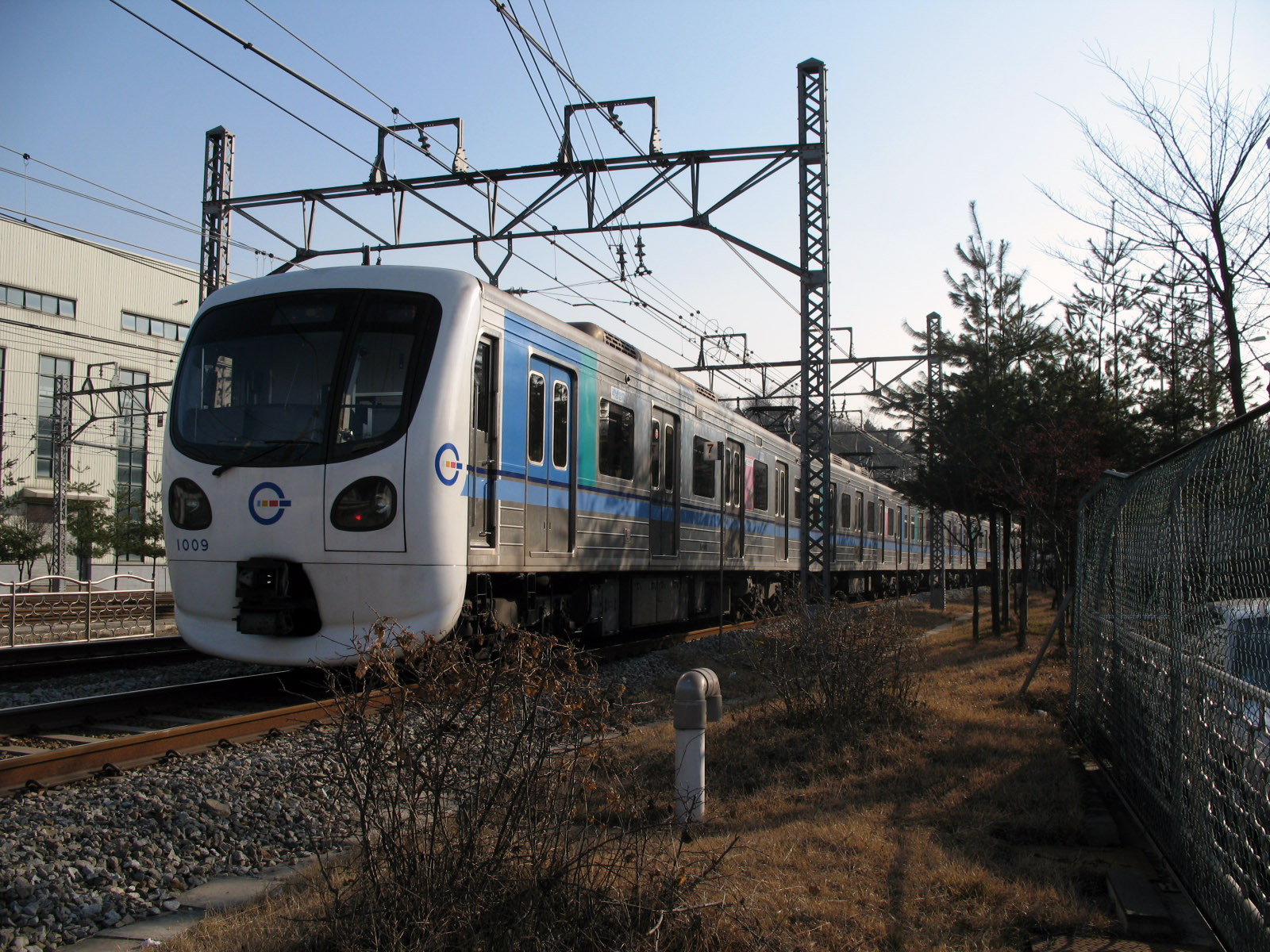
Incheon MRT Línea 1